# Charsonville
Charsonville é uma comuna francesa na região administrativa do Centro, no departamento Loiret. Estende-se por uma área de 24,09 km². Em 2010 a comuna tinha 631 habitantes (densidade: 26,2 hab./km²).